# Barrage d'Éguzon
Le barrage d'Éguzon est un barrage hydroélectrique, de type poids curviligne, construit sur la Creuse, dans le département de l'Indre en France.
Il est exploité par Électricité de France et placé sous le contrôle de la DREAL Centre-Val de Loire. De plus, il fait partie du groupement d'usines d'Éguzon.

## Géographie
Le barrage est le plus important de la région Centre-Val de Loire. Il est situé sur la rivière Creuse. La retenue d'eau forme un lac appelé lac de Chambon. Il se trouve sur les communes d'Éguzon-Chantôme pour la rive gauche et de Cuzion pour la rive droite.
Les communes voisines sont : Saint-Plantaire (9,5 km) et Orsennes (10 km), à l'est ; Lourdoueix-Saint-Michel (16 km) et Fresselines (19 km), au sud-est ; Crozant (17 km), au sud ; Saint-Sébastien (13 km), au sud-ouest ; Baraize (8 km), au nord-ouest et Ceaulmont (13 km)  et Gargilesse-Dampierre (10 km), au nord.
La nature du terrain de fondation est constitué de gneiss amphibolite de couleur gris très sombre à bleu noir généralement assez riche en amphiboles pour mériter le nom d'amphibolite. Cette amphibolite est compacte, massive, très dure et abrasive. Elle renferme des intercalations lenticulaires de micaschistes friables et tendres, se présentant sous forme de lits minces et discontinus plus sensibles à l'altération météorique (décomposition en minéraux argileux). Le barrage est implanté en oblique sur les amphibolites.
Le descriptif des singularités des lits micacés ou micaschisteux sont parallèles à la schistosité de la roche qu'ils soulignent. Cette schistosité par contre est assez peu nette dans les faciès amphiboliques. Pendage dirigé vers l'amont s'atténuant d'amont vers l'aval (au pied rive droite du barrage il est pratiquement horizontal).

## Histoire

### Projet initial
Projet ancien, le barrage, par sa réussite, a alimenté l'intense spéculation boursière des années 1920 sur l'hydroélectricité. Dès les années 1908 et 1911, l'entrepreneur Léon Chagnaud présente plusieurs projets de barrages de plus en plus importants. Il est en effet nécessaire d'augmenter la production d'électricité pour alimenter les industries de la région.

### Première Guerre mondiale
En 1914, il devient nécessaire d'assurer l'alimentation électrique de l'usine d'armement de Bourges.
Après l'abandon du projet initial de barrage de Bonnu (à environ 2 km en amont du barrage actuel), on décide de construire un barrage à 1 200 m du pont des Piles. L'ouvrage projeté a 35 m de hauteur. L'usine a 100 m de longueur. Le projet initial est conservé pour permettre l'alimentation électrique du chantier.
En 1917, les premiers coups de pioche sont donnés pour la réalisation des fondations. La guerre ayant pris la plupart des ouvriers français, ce sont des prisonniers de guerre allemands, russes et  turcs qui sont amenés au camp d'Ajain dans le département de la Creuse pour réaliser les travaux du barrage. Un accord est signé avec le gouvernement espagnol pour permettre l'arrivée de 300 ouvriers d'Espagne. Parmi eux, il y a aussi des syndicalistes qui empêchent les autres de travailler. Ils sont expulsés.
Un nouveau projet est étudié. Il a 40 m de hauteur et le lac de retenue doit submerger le pont du Chambon à 5 m à l'amont. Le service des Ponts et Chaussées s'inquiète du projet et demande une étude complète avant de l'approuver. Mais les travaux continuent au ralenti bien qu'ils soient faits pour le ministère de l'Armée.

### Union Hydro-Électrique
En juin 1921, Léon Chagnaud crée pour relancer la construction du barrage d'Éguzon qui à l'époque ne mesurait qu'1,5 m, l'« Union Hydro-Électrique, », avec des actionnaires très influents comme la Compagnie du Chemin de fer de Paris à Orléans. Celle-ci a l'intention de poursuivre l'électrification de son réseau de Vierzon à Toulouse. Elle est intéressée au premier chef par une usine hydroélectrique dans la région qui lui permettrait de relayer efficacement l'usine thermique de Gennevilliers qui alimente aussi Paris en électricité.

### Septième projet
En octobre 1921, Léon Chagnaud dépose un septième et dernier projet. Le barrage fait maintenant 61 m de hauteur à partir de la fondation. Le volume de la retenue est multiplié par 2,5. Charles Bernier est chargé de la mise en œuvre des travaux. En 1922, les travaux de l'usine et du barrage commencent. De plus le 24 septembre 1922 est signé le décret de concession et la déclaration d'utilité publique.

1923
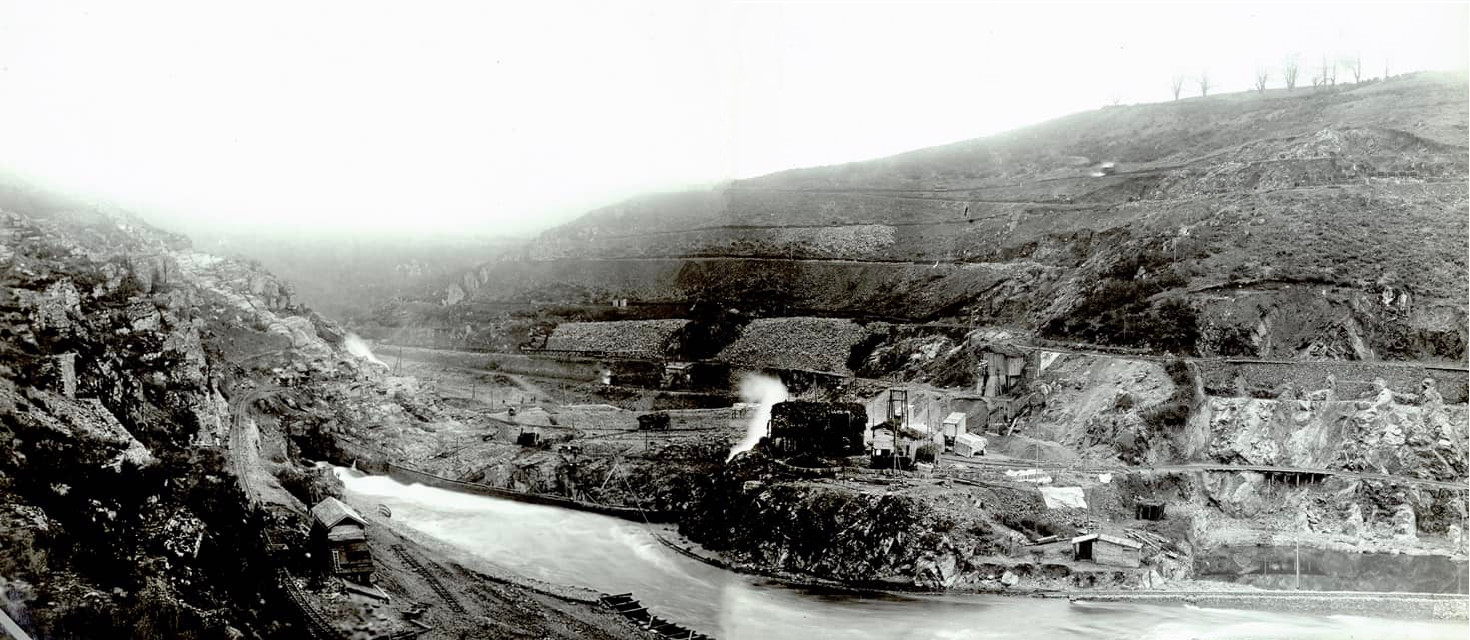
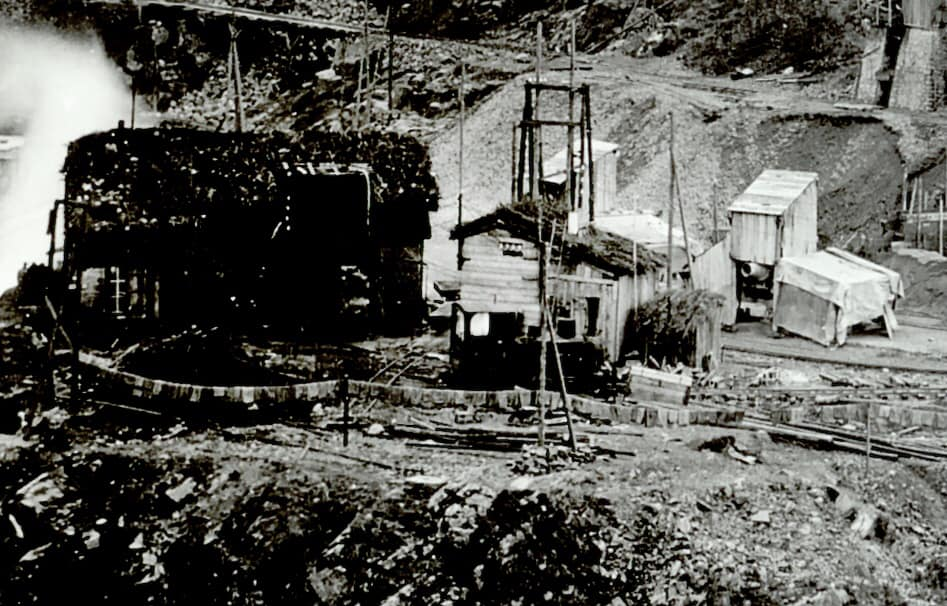
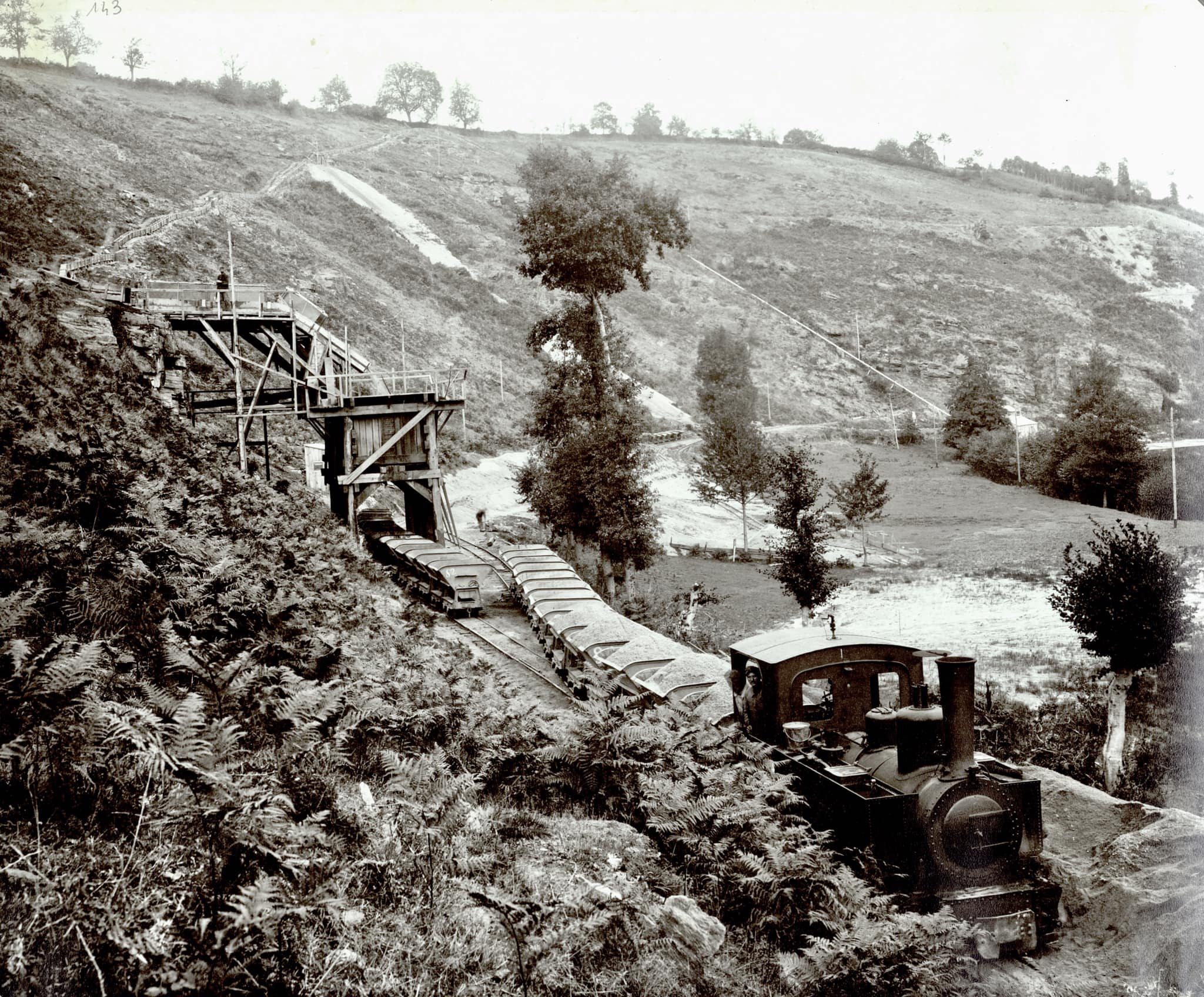

Le 3 mars 1923 une crue très importante comparable à celle de 1845 arrête les travaux et ce n'est qu'en juin 1923 que les travaux reprennent. En mai 1924, pour accélérer les travaux, on introduit le travail de nuit et le système des trois fois huit heures. Plus de mille ouvriers s'activent sur le chantier. En décembre 1924, le barrage arrive à 30 m de hauteur et en mars 1925 à 40 m. Au mois de février 1926, la salle des machines est prête et le barrage atteint son niveau maximum de 203,70 nivellement général de la France (NGF). Lors de la première mise en eau, des fuites très importantes ont été constatées ; elles ont nécessité une vidange et une campagne d'injections en 1926, avant la mise en eau totale. Puis le rétablissement du drainage de la fondation entre les galeries T.D et T.G.

1925
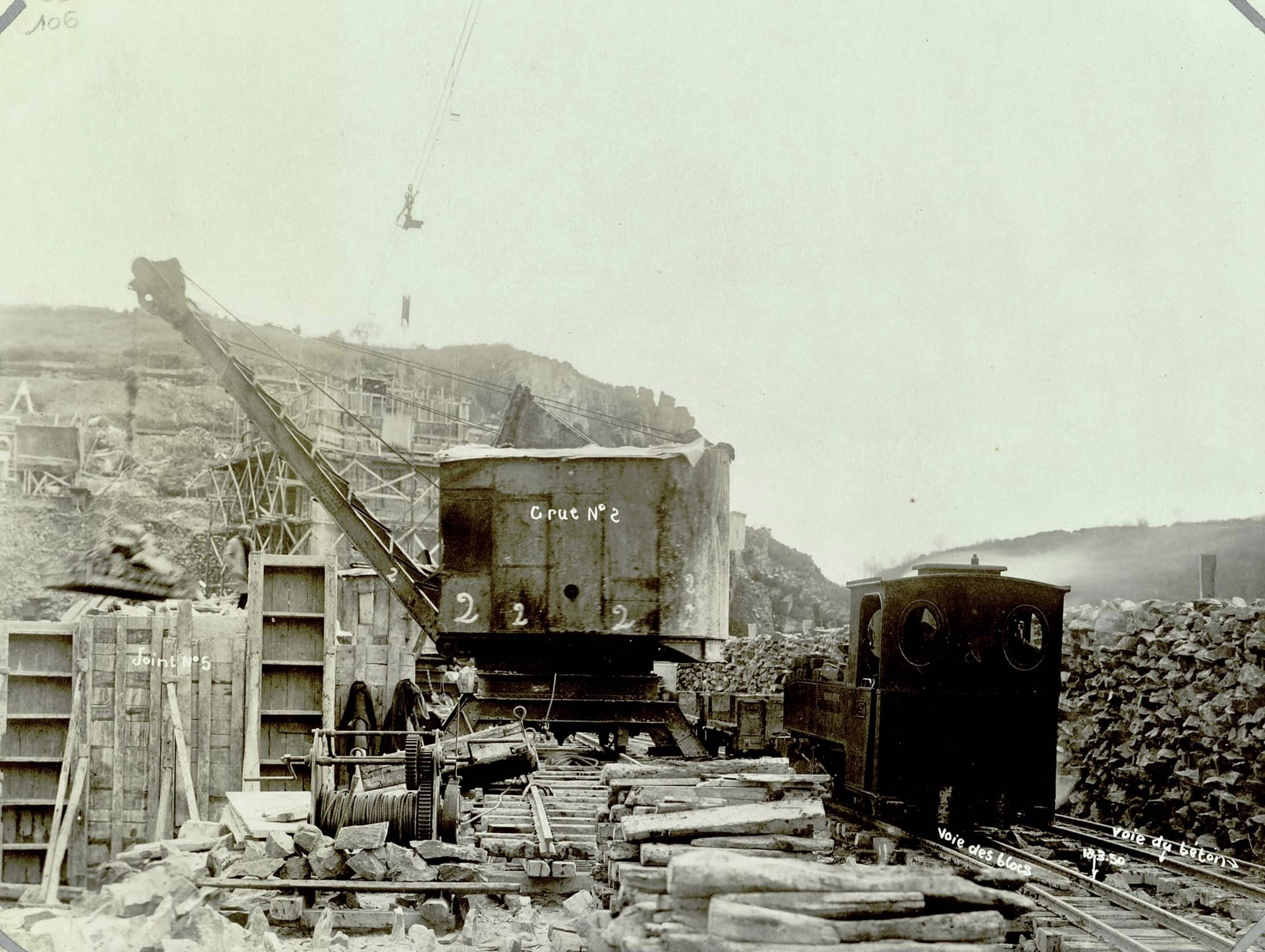
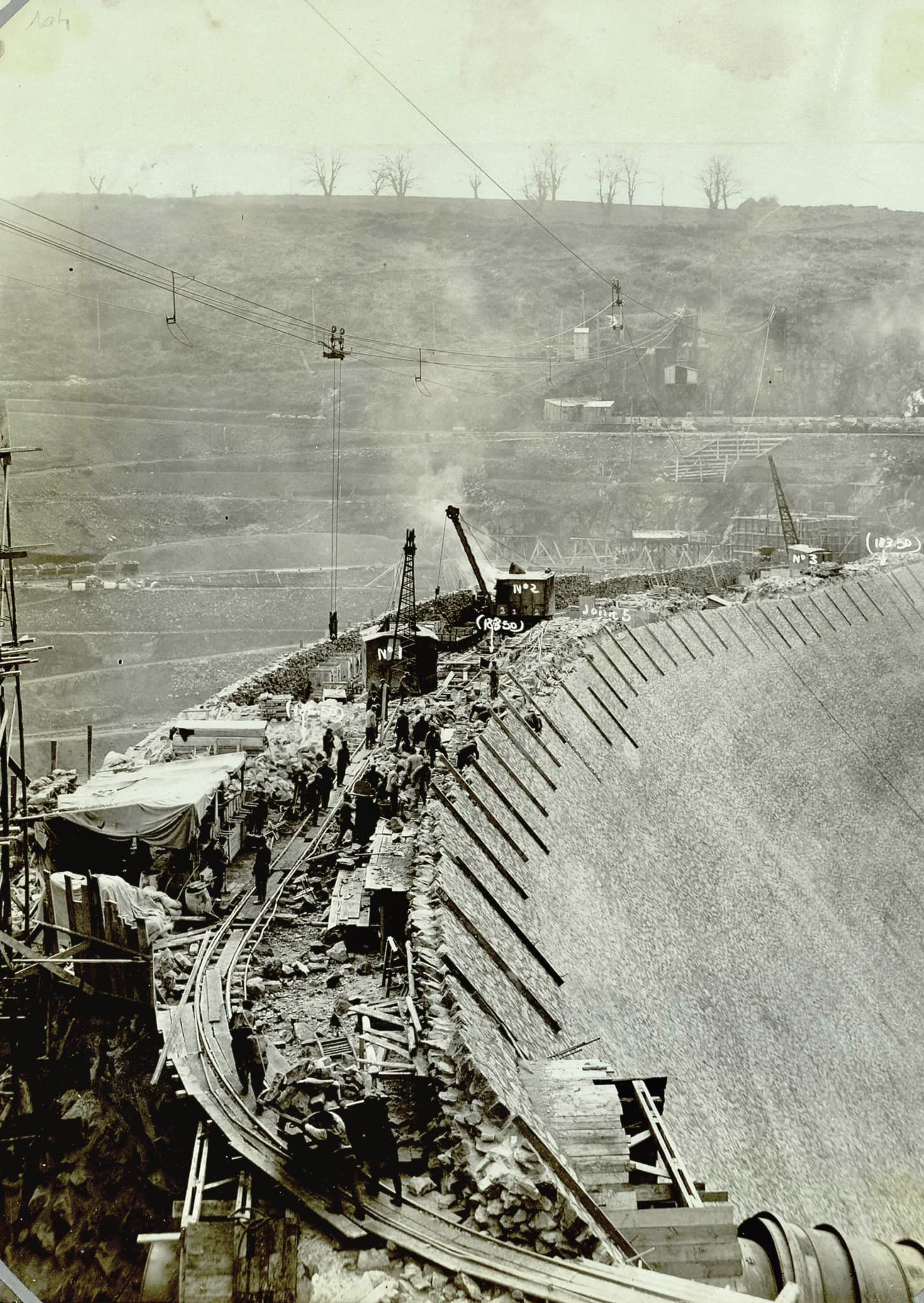
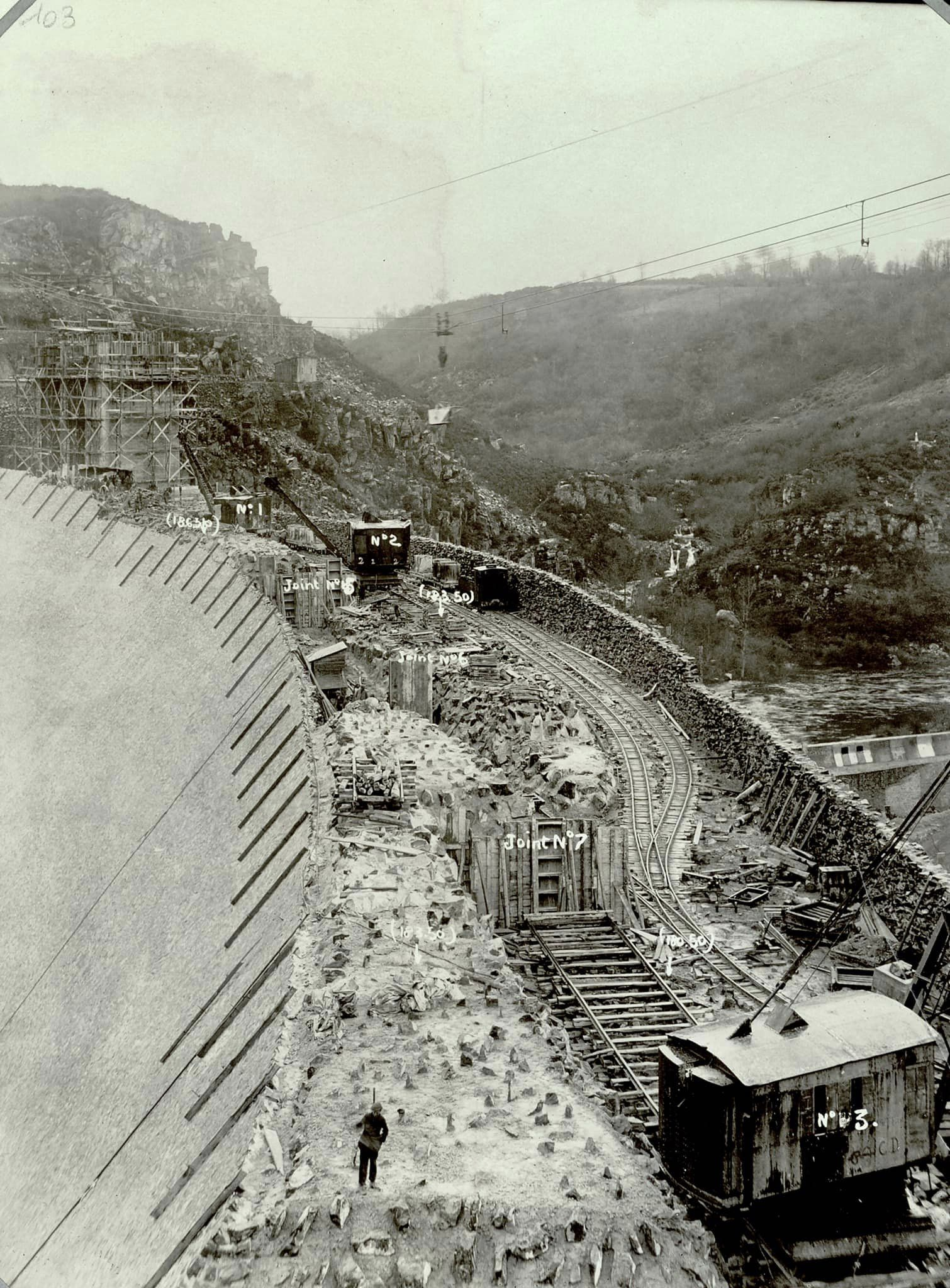
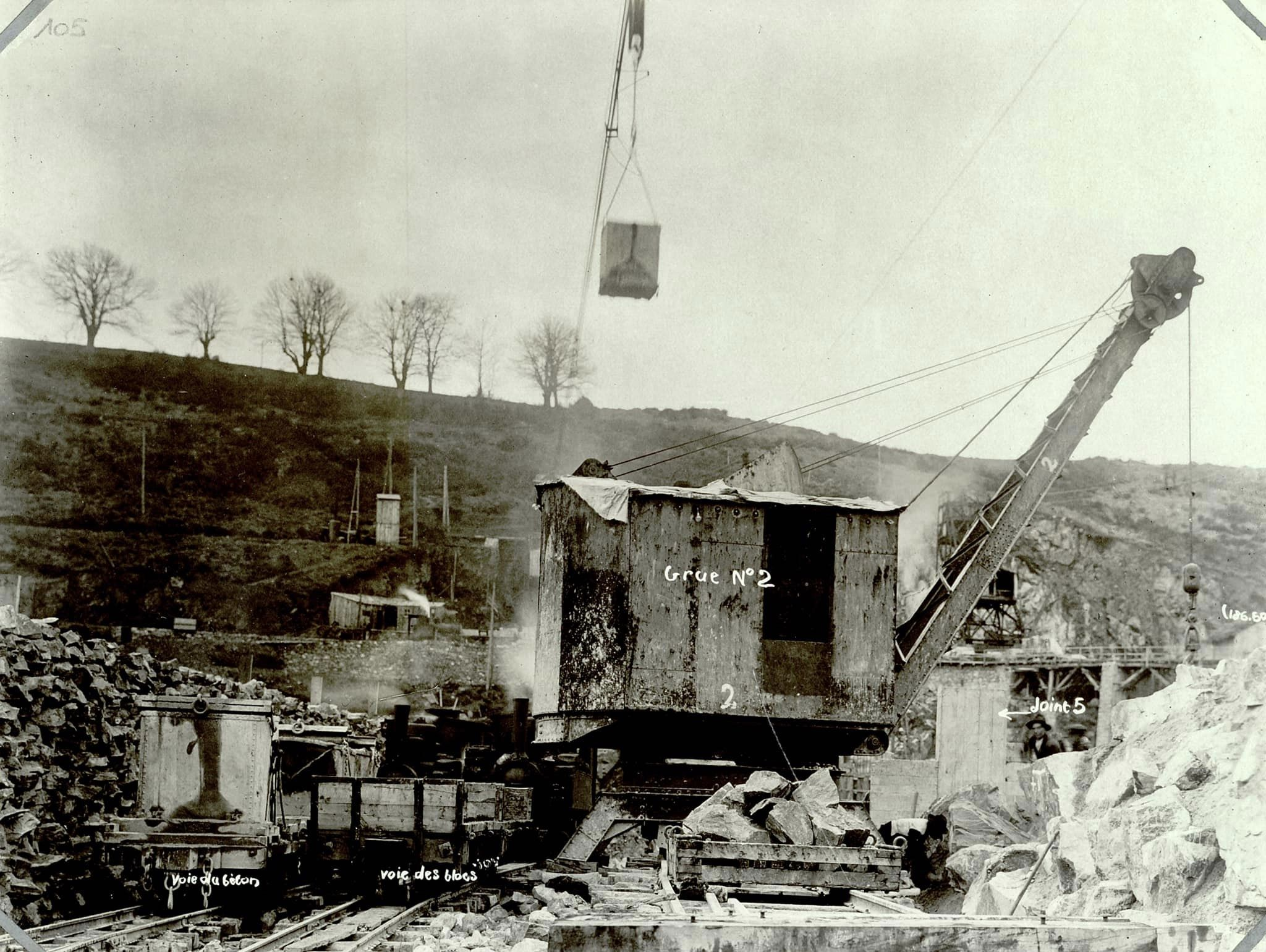

### Inauguration
Le 5 juin 1926 a eu lieu l'inauguration du barrage.
Le 17 juin 1926, le barrage d'Éguzon est le plus puissant barrage d'Europe à l'époque et il fournit de l'électricité à la ville de Paris.
La date de l'arrêté de mise en eau est le 21 mai 1927 et la date d'autorisation d'exploitation est le 13 octobre 1927,.
Le 29 avril 1935, l'électricité produite par le barrage sert à l'alimentation des caténaires de la ligne de chemin de fer Paris - Toulouse entre Châteauroux et Limoges.

### Seconde Guerre mondiale
Pendant la Seconde Guerre mondiale, le barrage a été occupé par l'armée allemande. La Résistance a effectué de nombreux sabotages, jusqu'à la libération du barrage le 20 août 1944.

### Concession
La concession à laquelle s'applique le cahier des charges, a pour objet l'exploitation de l'ouvrage hydraulique et de la centrale génératrice destinés à l'utilisation de la chute brute d'environ 53 m en eaux moyennes entre la cote amont 202,7 NGF sur le cours d'eau (la Creuse ne faisant pas partie du domaine public fluvial) et la cote de restitution 144,4 NGF sur le même cours d'eau. Le débit maximum turbiné est de 178,1 m3/s.
La puissance maximale brute de la chute concédée est évaluée à 97,3 MWh, ce qui correspond, compte tenu du rendement normal des appareils d'utilisation, du débit moyen turbinable et des pertes de charge, à une puissance normale disponible de 12,3 MW.
L'exécution des ouvrages existants à la date de demande de la présente concession a été approuvée pour l'aménagement d'Éguzon par décret en date du 24 septembre 1922, modifié par avenant du 13 mars 1929 approuvé par décret du 11 juin 1929.

### XXIesiècle

#### Visite du public
Depuis 2012, le barrage et l’usine sont accessibles au public, pour une visite d’une heure, le mercredi et le jeudi. Pour les accueillir, Électricité de France a décidé de construire en 2015 un « point d'information » situé devant l'entrée du barrage. En plus d’expliquer le fonctionnement du barrage et de l'usine, le nouvel espace présente les différents attraits de la vallée de la Creuse et son histoire.

#### Examen technique 2017 (décennal)
En 2017, le barrage a subi un examen technique décennal, complet (Électricité de France a investi environ 400 000 €). L'examen visait à vérifier le bon état de l’ouvrage et de ses organes de sûreté.
Une première série d’examens réalisée entre janvier et mars 2017 a permis d'inspecter visuellement l'ensemble du parement aval du barrage. D’autre part, les parties immergées du parement amont du barrage ont été examinées à l’aide d’un robot submersible télécommandé à distance et doté de matériels effectuant des prises vidéo classiques, des mesures acoustiques ainsi que des images en trois dimensions.
En septembre 2017, un abaissement d’environ 8 m du niveau du lac (cote de 193,5 NGF) a permis de compléter l’inspection des parties habituellement immergées, sans procéder à la vidange totale du lac. Au cours de cet abaissement, Électricité de France a procédé à l’inspection visuelle directe de la partie du parement amont du barrage en examinant cette fois les parties les plus exposées aux variations du niveau d’eau. Un examen minutieux des principaux organes de sûreté du barrage a été réalisé en vérifiant le système d’évacuation des crues (les cinq vannes et le clapet) et les deux vannes de fond. Leur inspection a consisté à vérifier le bon état de chacune des différentes parties mécaniques des vannes et de leur dispositif de manœuvre. Le niveau bas du lac a également permis de réaliser d’autres travaux d’entretien sur des pièces mécaniques et les réparations des surfaces en béton rendues accessibles à cette occasion.

#### Nouvelle turbine
En 2019, une nouvelle turbine a été mise en service, elle sert au maintien du débit minimum de la rivière Creuse. Avant 2019, c'était une vanne qui jouait le rôle.

## Ouvrage

### Caractéristiques du barrage
Plusieurs entreprises ont pris part à la construction du barrage.
Le barrage est de type poids curviligne.
Il constitué de dix plots dont huit centraux de 30 m de largeur. Il est prolongé en rive gauche par un mur poids venant se refermer contre la pile rive droite du déversoir.
Les matériaux utilisés pour la construction sont du béton cyclopéen composé de blocs de pierre et de moellons noyés dans un béton de laitier au dosage de 350 kg/m3 puis une couche d'adhérence au sol de 50 cm d'épaisseur au minimum exécutée en maçonnerie ordinaire au mortier de ciment dosé à 400 kg/m3 de sable. Les parements amont et aval sont en maçonnerie de moellons ordinaires réalisés lors de l'avancement.
Le traitement de la fondation a été fait avec des voiles d'injection au droit du parement amont de 1922 à 1925. Le réseau de drainage débouchant dans la galerie de drainage amont. Ce réseau commencé à la construction a été amélioré peu à peu en 1933, 1954, 1964, 1987 et 1988, par reforage et exécution de nouveaux drains.
Sa hauteur par rapport au terrain naturel est de 57,7 m et sa hauteur par rapport aux fondations est de 61,1 m. La longueur du couronnement est de 300 m.
L'altitude de la crête 203,7 NGF. L'épaisseur en crête est de 5 m et l'épaisseur en pied est de 51 m. Le rayon de courbure en crête est de 250 m.
Le fruit du parement amont est de 0,05 et le fruit du parement aval est de 0,841.
Le volume du corps du barrage est de 220 000 m3.
Le drainage du corps du barrage utilise soixante treize drains d'élévation de diamètre 300 mm espacés de 3 m (diamètre 87 mm pour quatorze d'entre eux reforés en 1987) débouchant, à la fois sur le couronnement et dans la galerie de drainage, leur longueur varie de 4,5 m à 53 m. De plus quatre-vingt-dix-huit drains de fondation de diamètre 80 mm et de diamètre 100 mm régulièrement espacés de 3 m au-dessous de la cote 180 NGF ont été ajoutés.
L'ouvrage comporte une galerie longitudinale de visite et de drainage de 1,2 m de largeur sur 2,1 m de hauteur à 4,5 m du parement amont entre les cotes 148 et 198 NGF ainsi que trois galeries transversales permettent l'accès depuis l'aval et l'évacuation des fuites.

### Caractéristiques de la retenue d'eau
La retenue d'eau forme le lac de Chambon, appelée aussi lac d'Éguzon.
La cote des plus hautes eaux (PHE) est de 203,7 NGF, la surface à la PHE est de 317 ha, le volume à la PHE est de 60 hm3, la cote de la réserve naturel (RN) est de 202,70 NGF,, la surface à la RN est de 312 ha,, le volume à la RN est de 57,3 hm3,, la cote du minimum d'exploitation est de 194,50 NGF, la surface au minimum d'exploitation est de 231 ha, le volume au minimum d'exploitation est de 35,2 hm3 et la longueur de la retenue à la RN est de 16 km.

Lac de Chambon
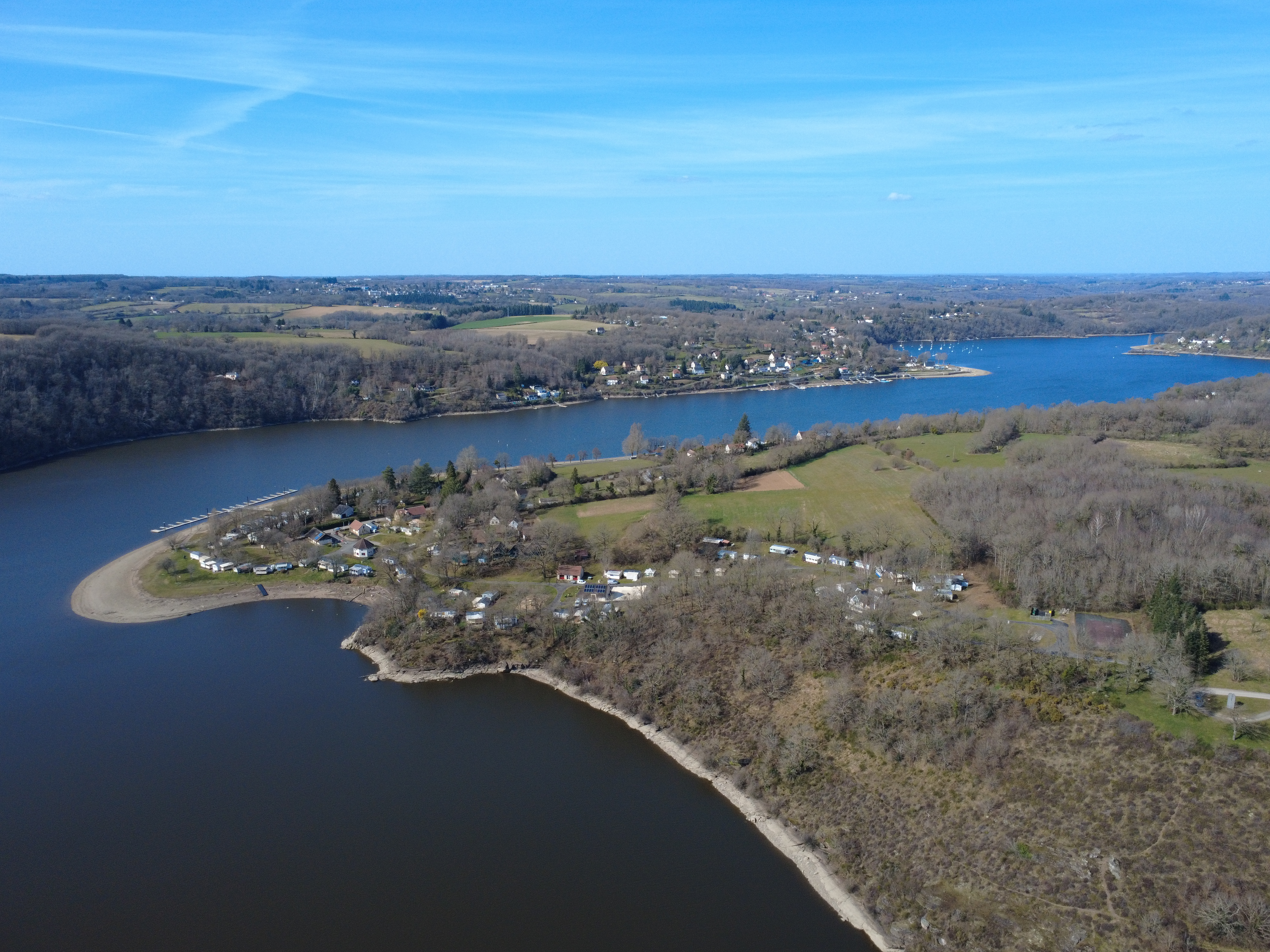
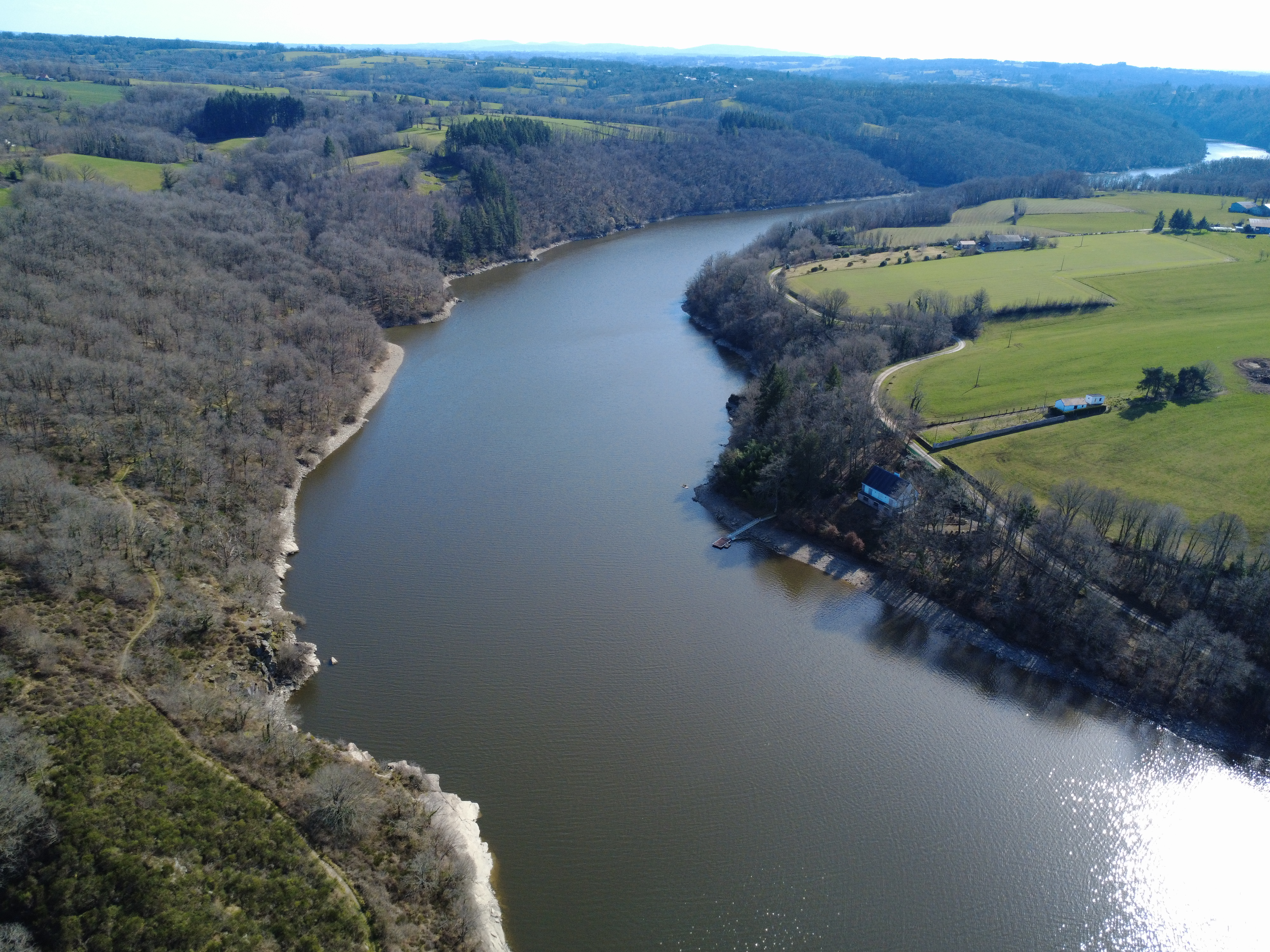
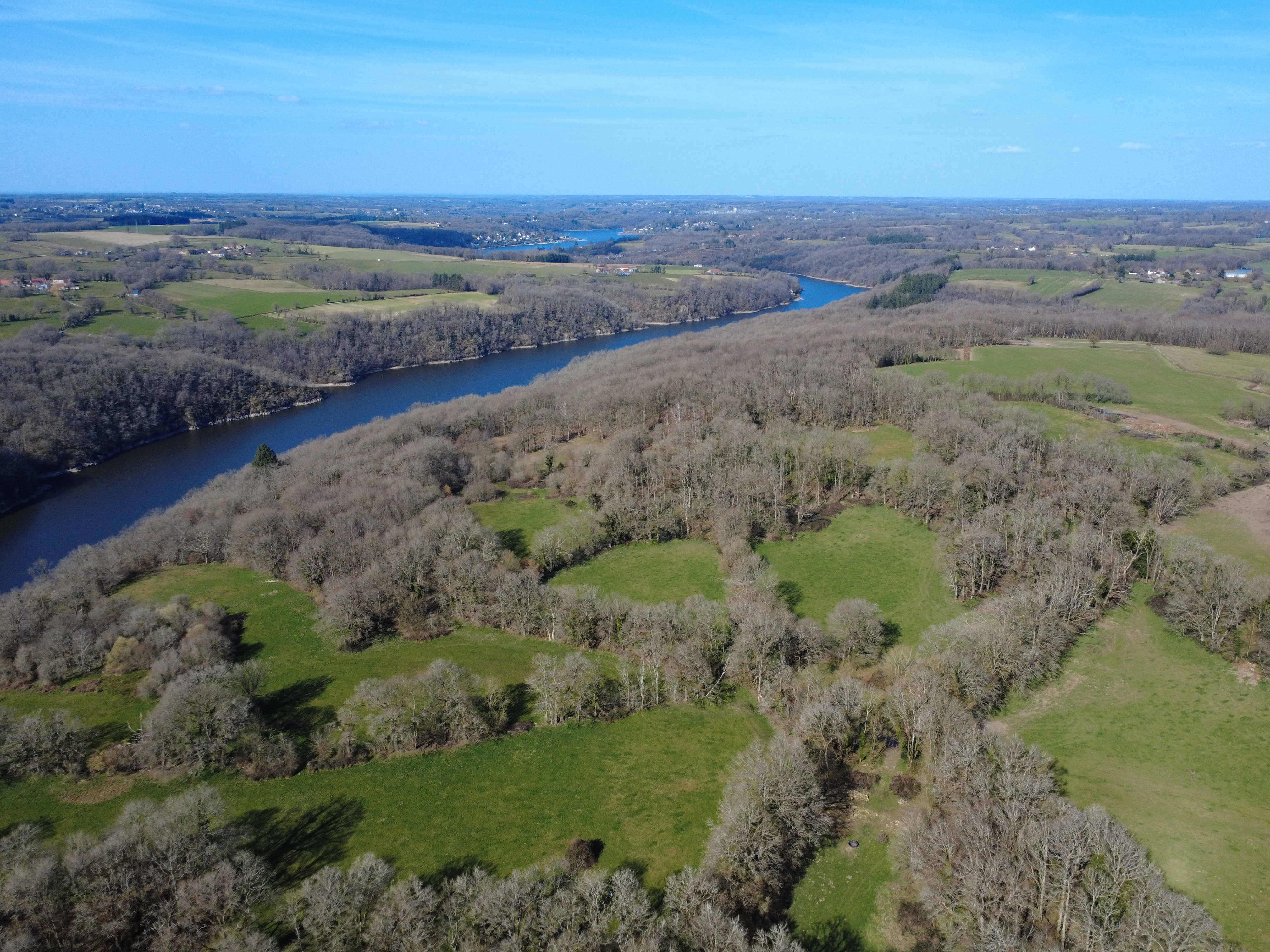

### Usine de production
Le courant est produit à l'aide de six, groupes de production d'énergie hydraulique (turbine + alternateur) d'une puissance de douze mégawatts chacun, équipés de turbines de type Francis alimentées par les deux, conduites forcées.

Usine de production
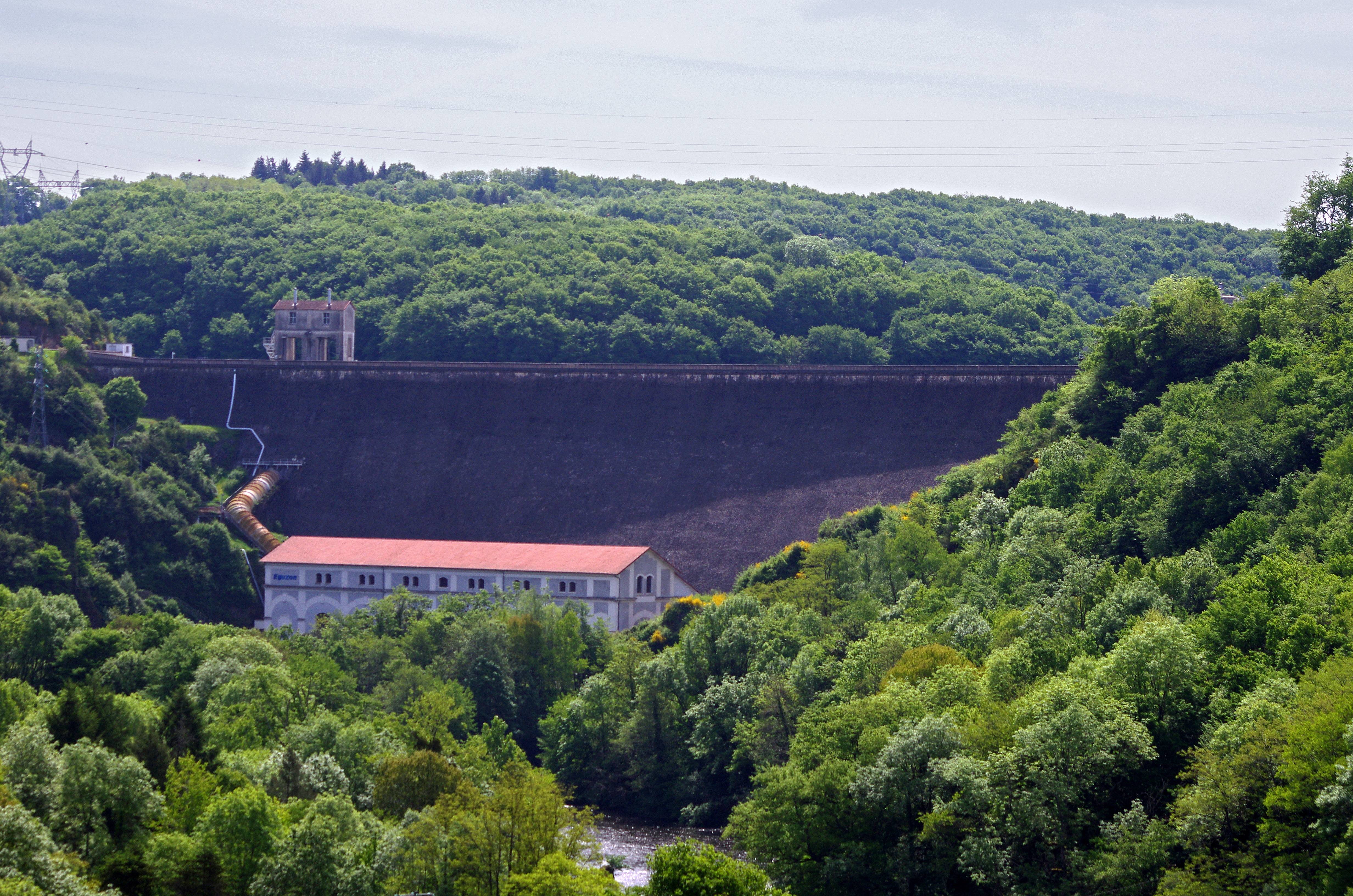

Une nouvelle turbine est en construction en 2019, afin de remplacer la vanne qui sert au maintien du débit de la rivière.
Équipée d’une puissance de 70,6 MW, l’usine permet d’éviter chaque année l'émission de 83 000 t, de dioxyde de carbone et donc de gaz à effet de serre.
La production annuelle est de cent cinq gigawatts-heures (cent cinq millions de kilowatts-heures).
L'énergie produite est transportée vers le poste de transformation d'électricité d'Éguzon par deux lignes haute tension 90 000 V.

Poste EDF de production
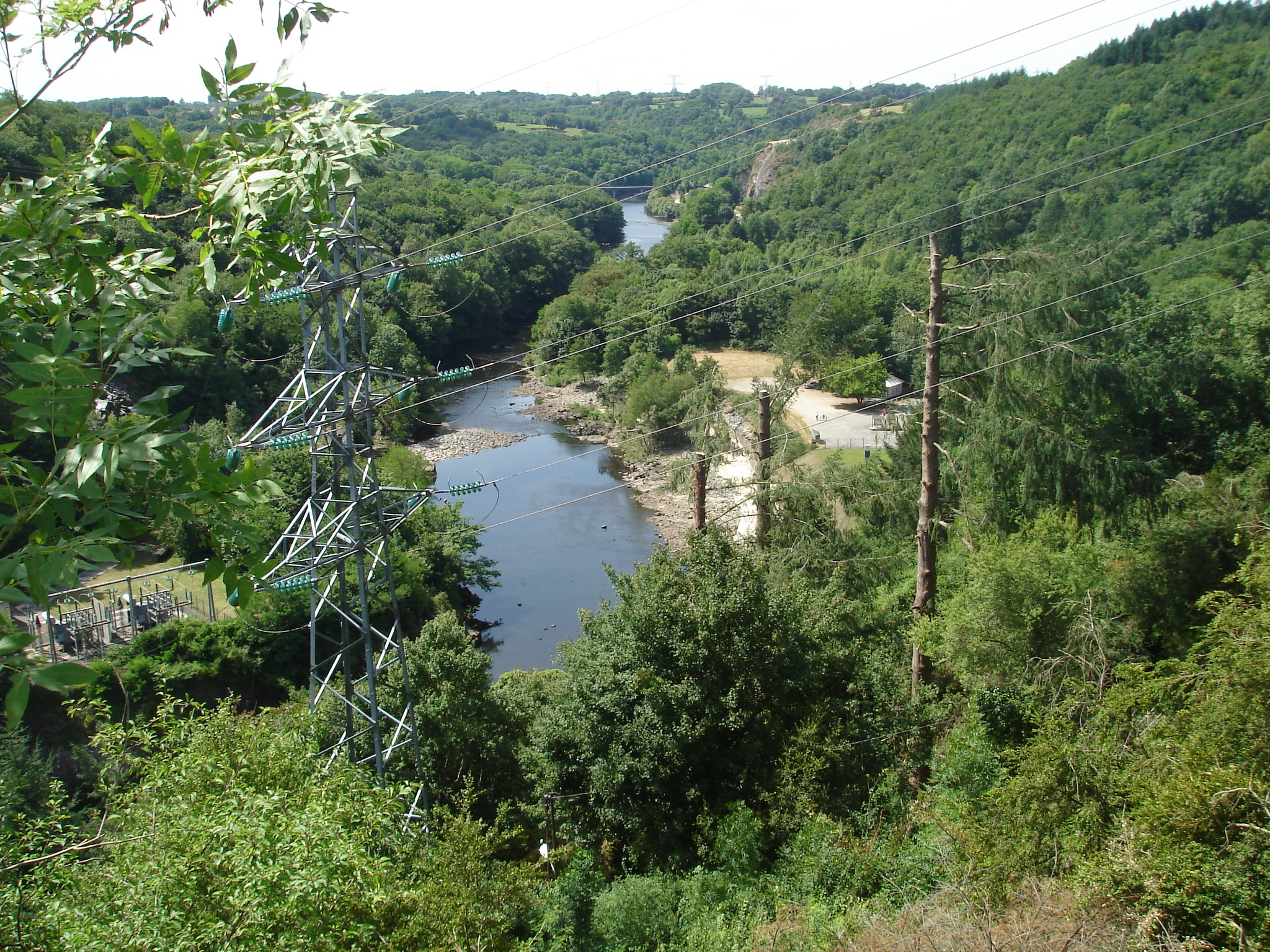
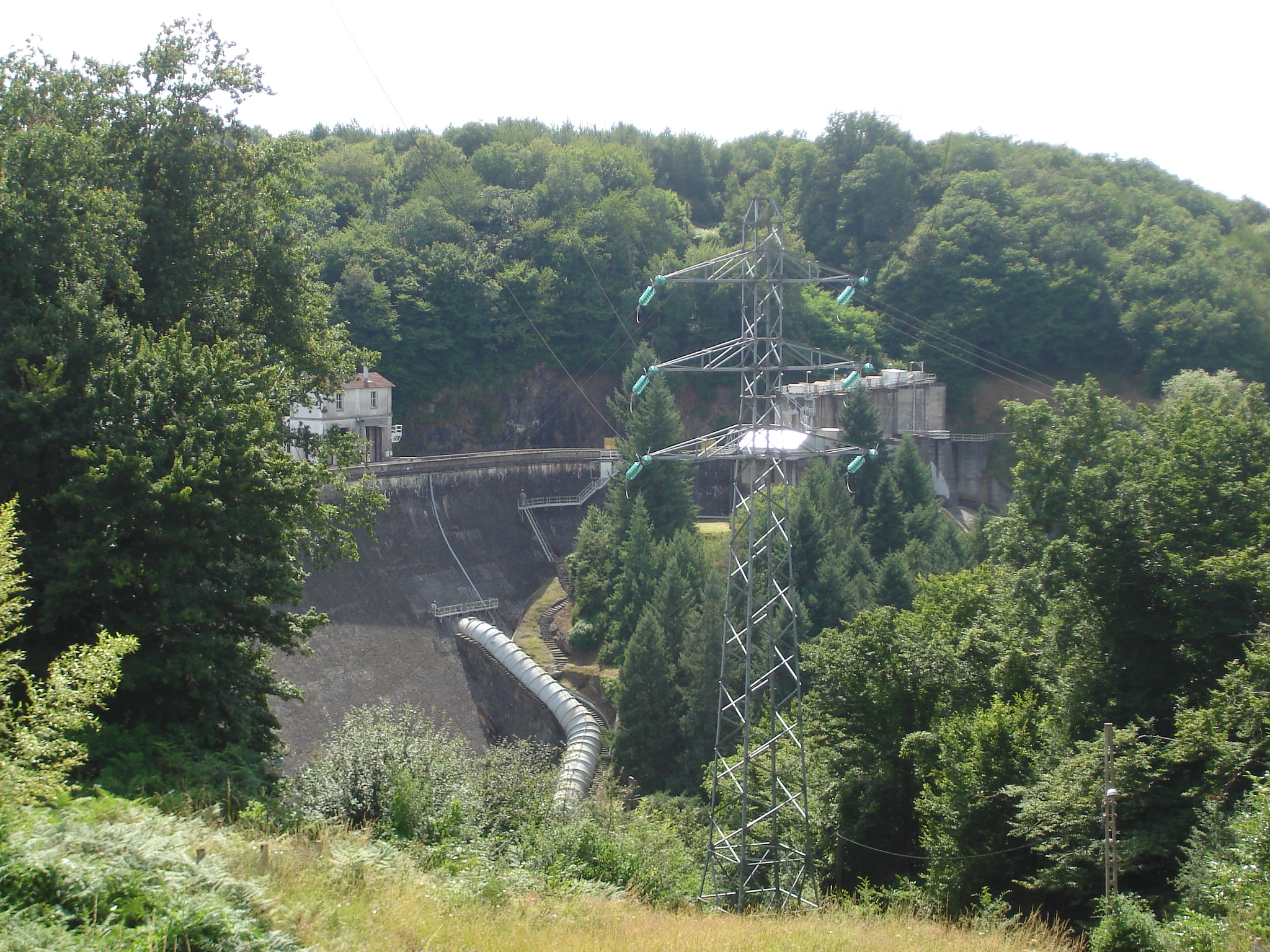

Ce poste est exploité par Réseau de transport d'électricité.

Poste électrique RTE
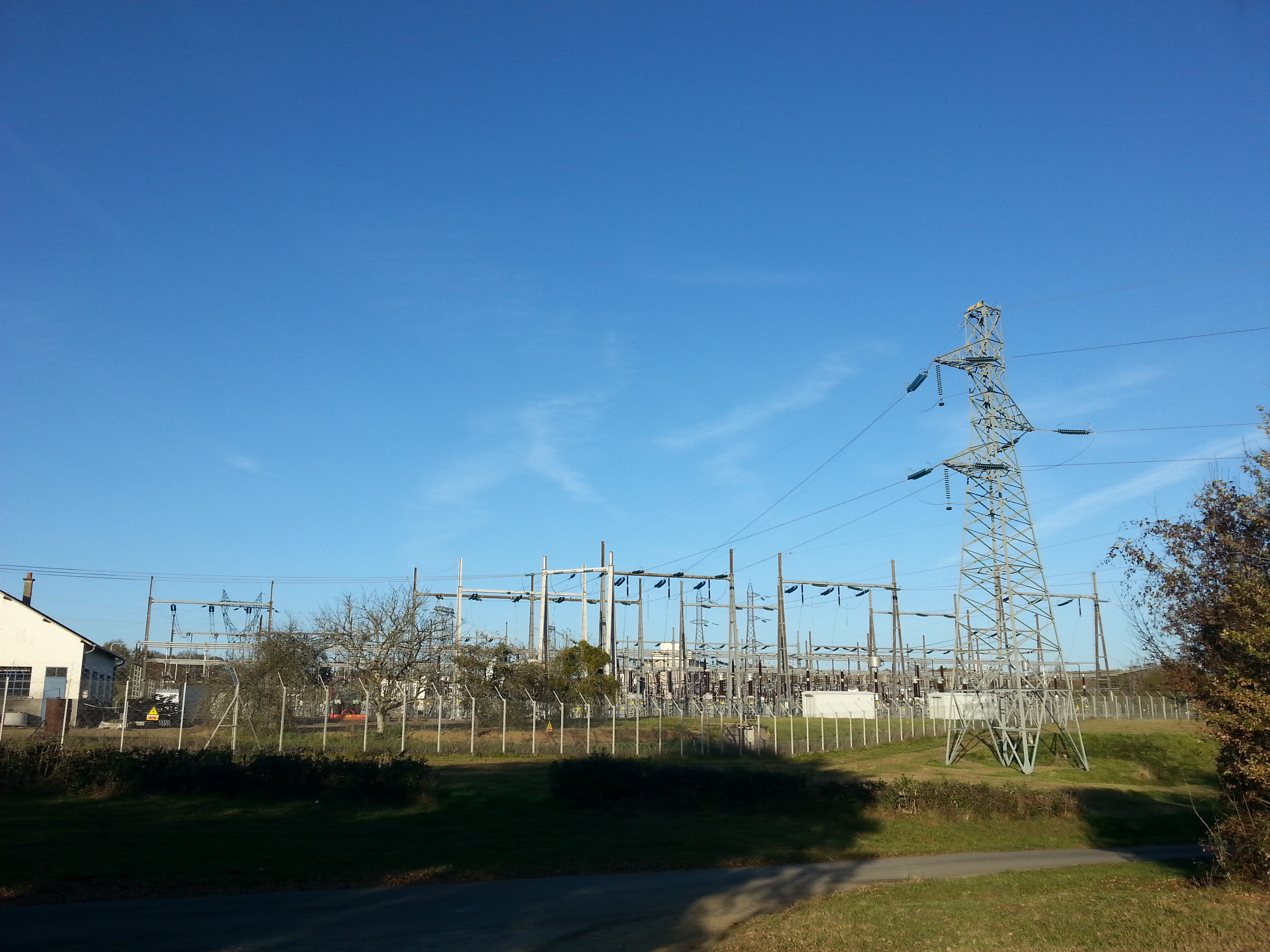
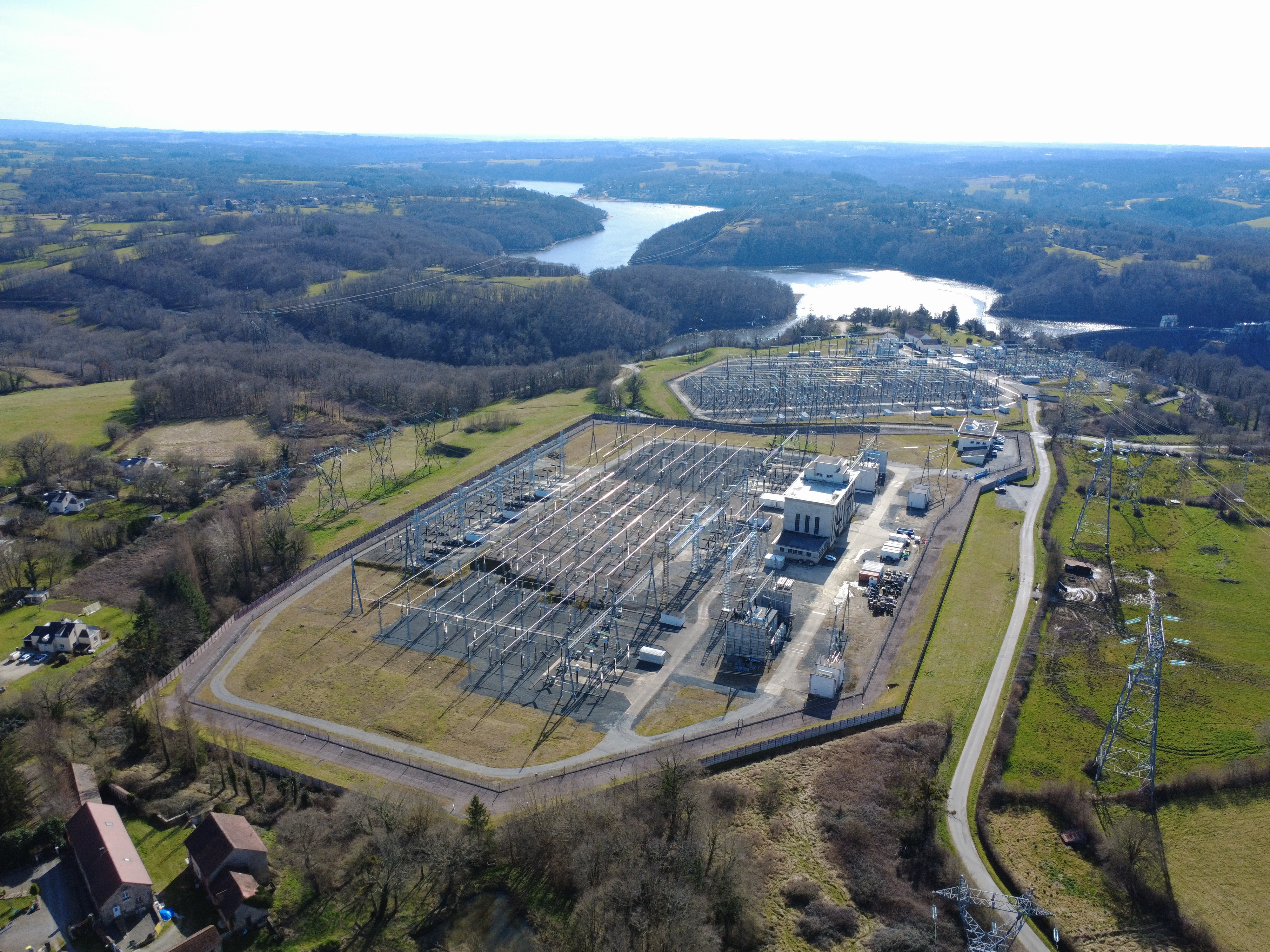
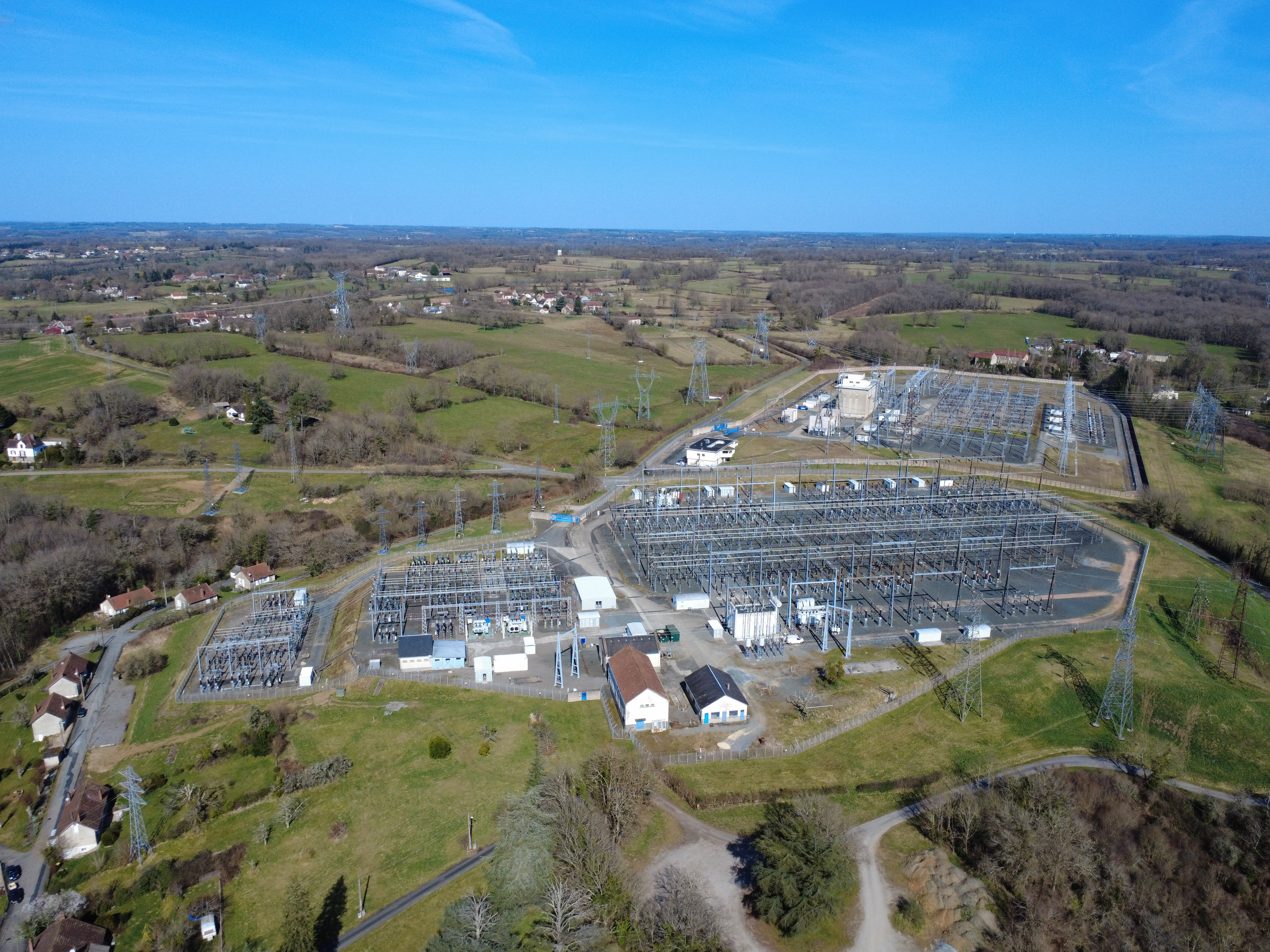
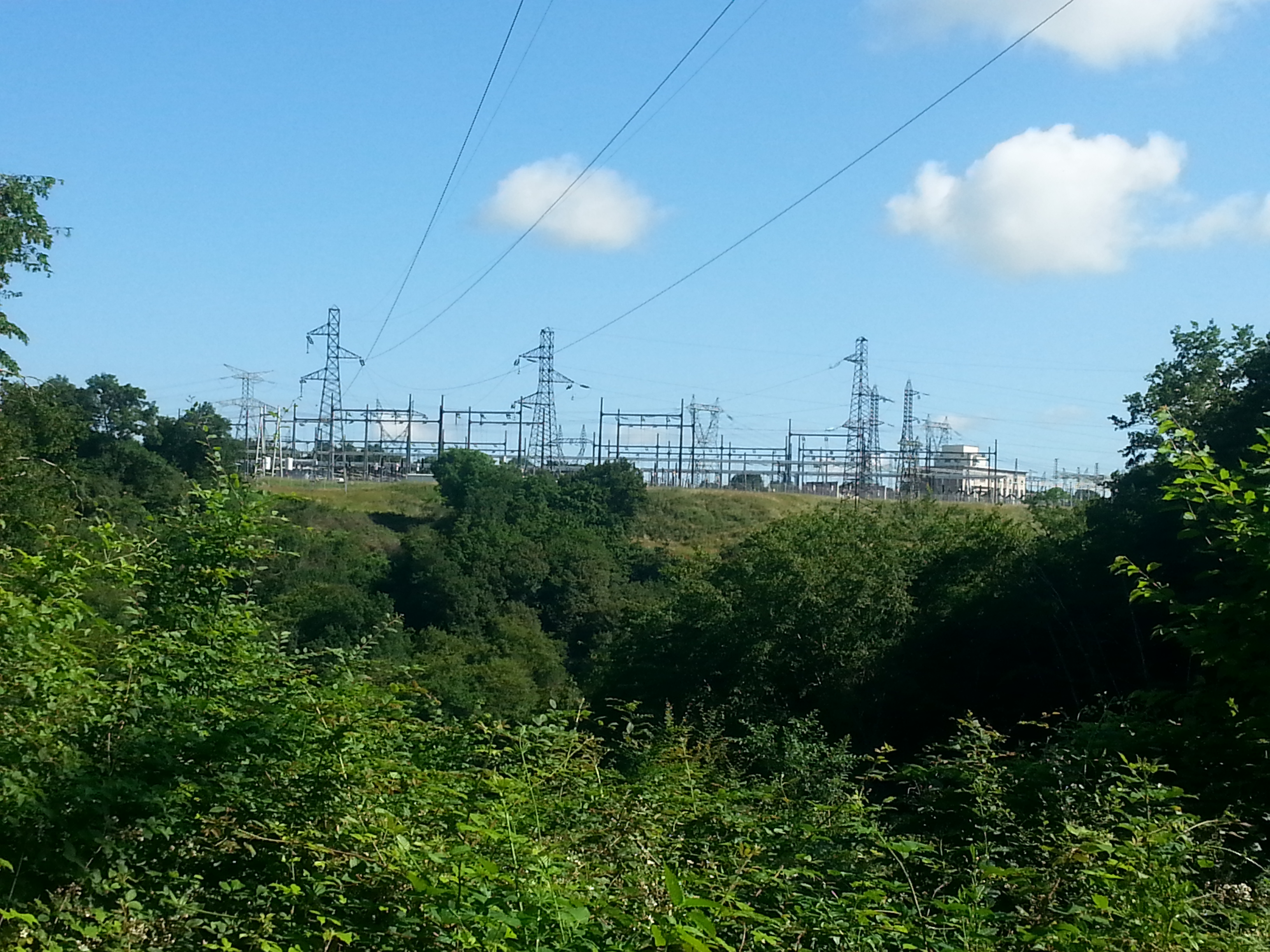

### Prise d'eau
Deux prises d'eau et deux conduites forcées (4,2 m de diamètres) alimentent chacune 3 groupes de l'usine, (groupe 1 à 3 en rive gauche et groupe 4 à 6 en rive droite).
Chaque prise d'eau, en saillie par rapport au parement du barrage, comprend un plan de grille (11 m de hauteur sur 13,3 m de largeur) et 2 conduits d'amenée se rejoignant dans le corps du barrage.
La longueur de la conduite de droite est de 85 m, et celle de gauche est de 105 m. L'épaisseur de la tôle qui les compose varie entre 10 mm et 24 mm. Le poids des deux conduites et de leurs six jonctions avec les turbines est de 600 t.
Chaque conduit est obturé par une vanne wagon (7 m de hauteur sur 3 m de largeur) située à l'amont d'un puits reniflard.
Les prises d'eau et les conduites forcées sont placées symétriquement par rapport à l'axe de barrage ; leur seuil est calé à la cote 180,1 NGF, (axe conduite forcée : 183,6 NGF).
Le temps pour réduire de moitié la poussée sur le barrage avec apports nuls et débit turbiné est de 3 jours et 20 heures.

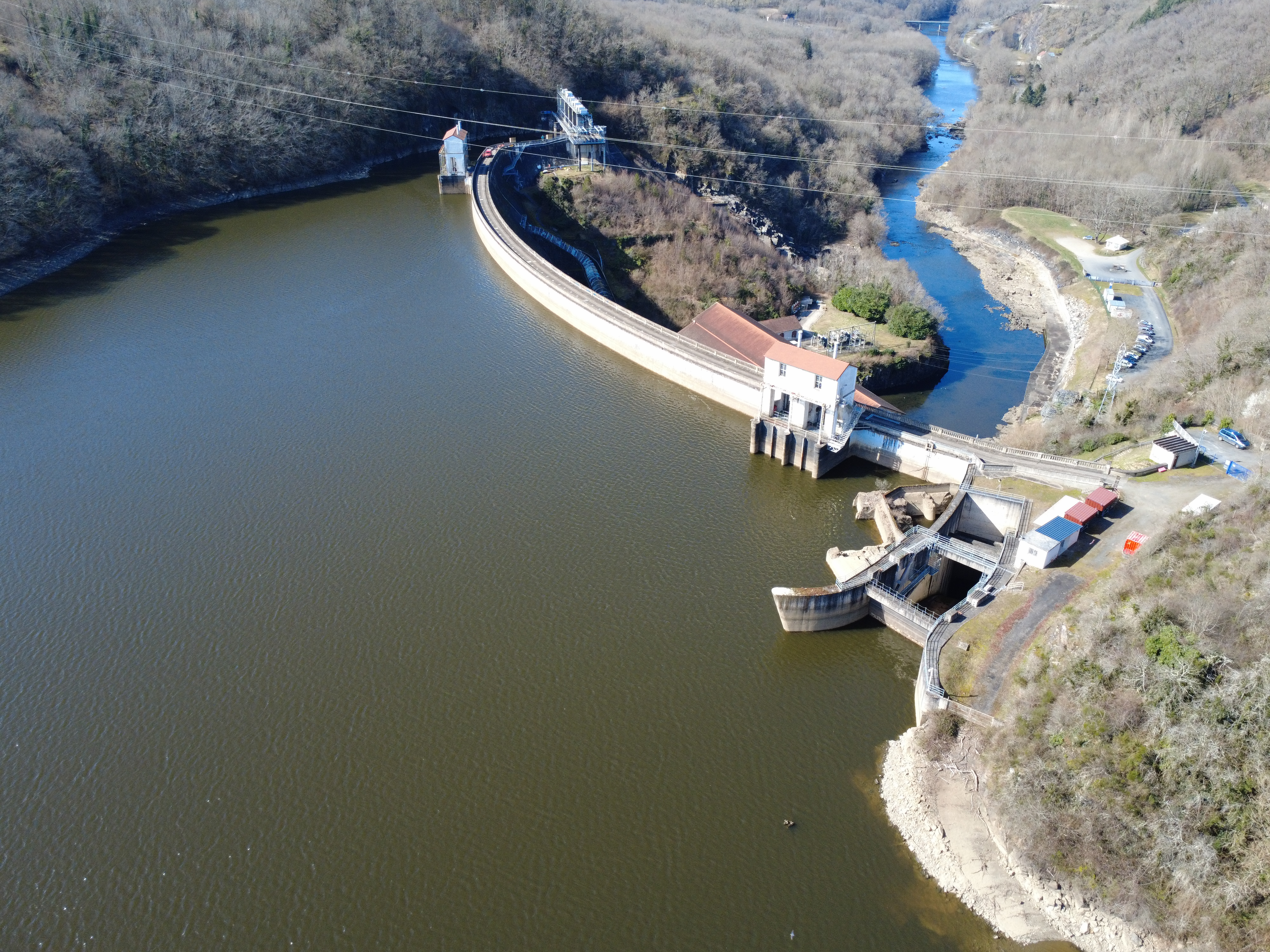
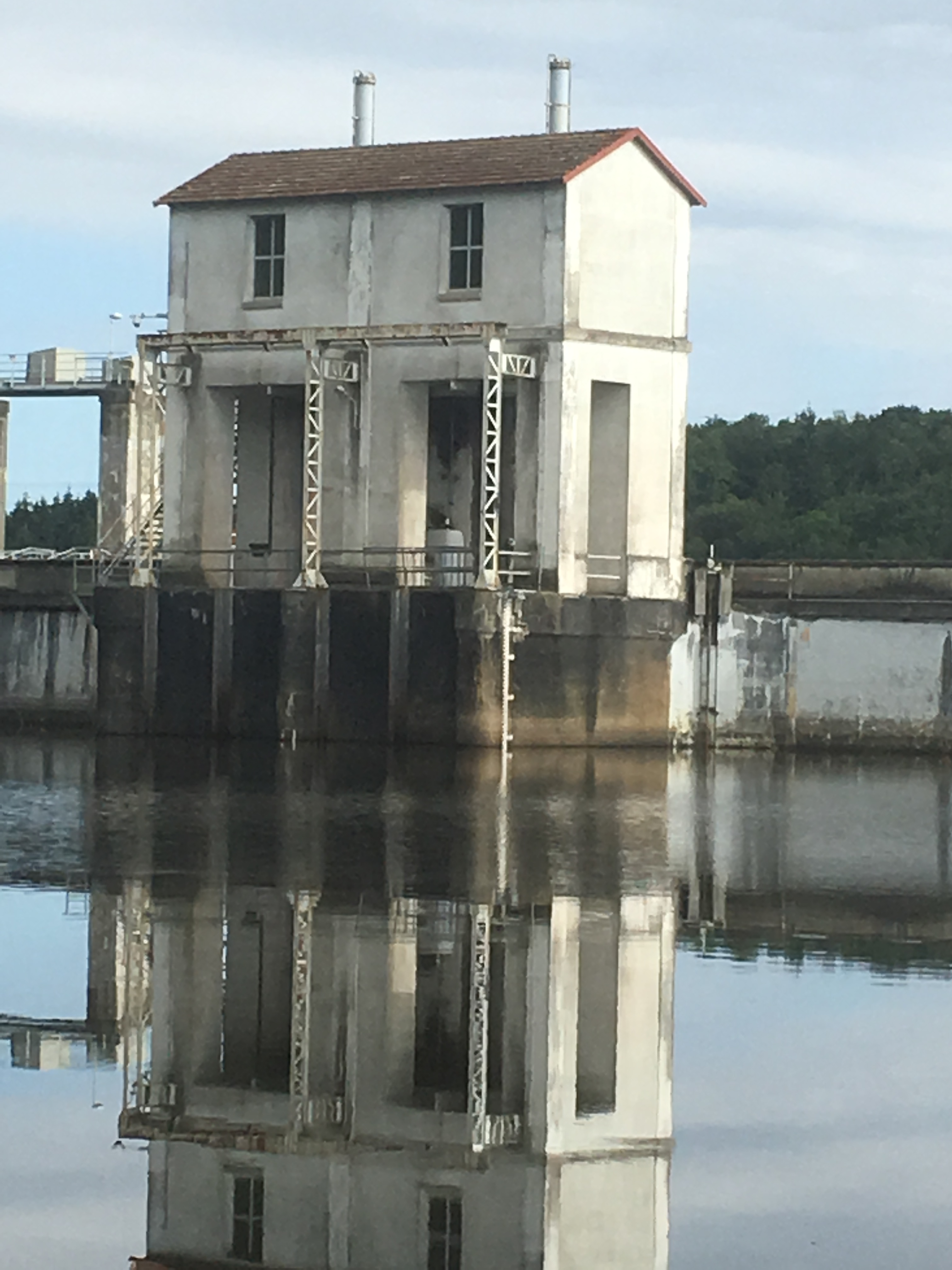
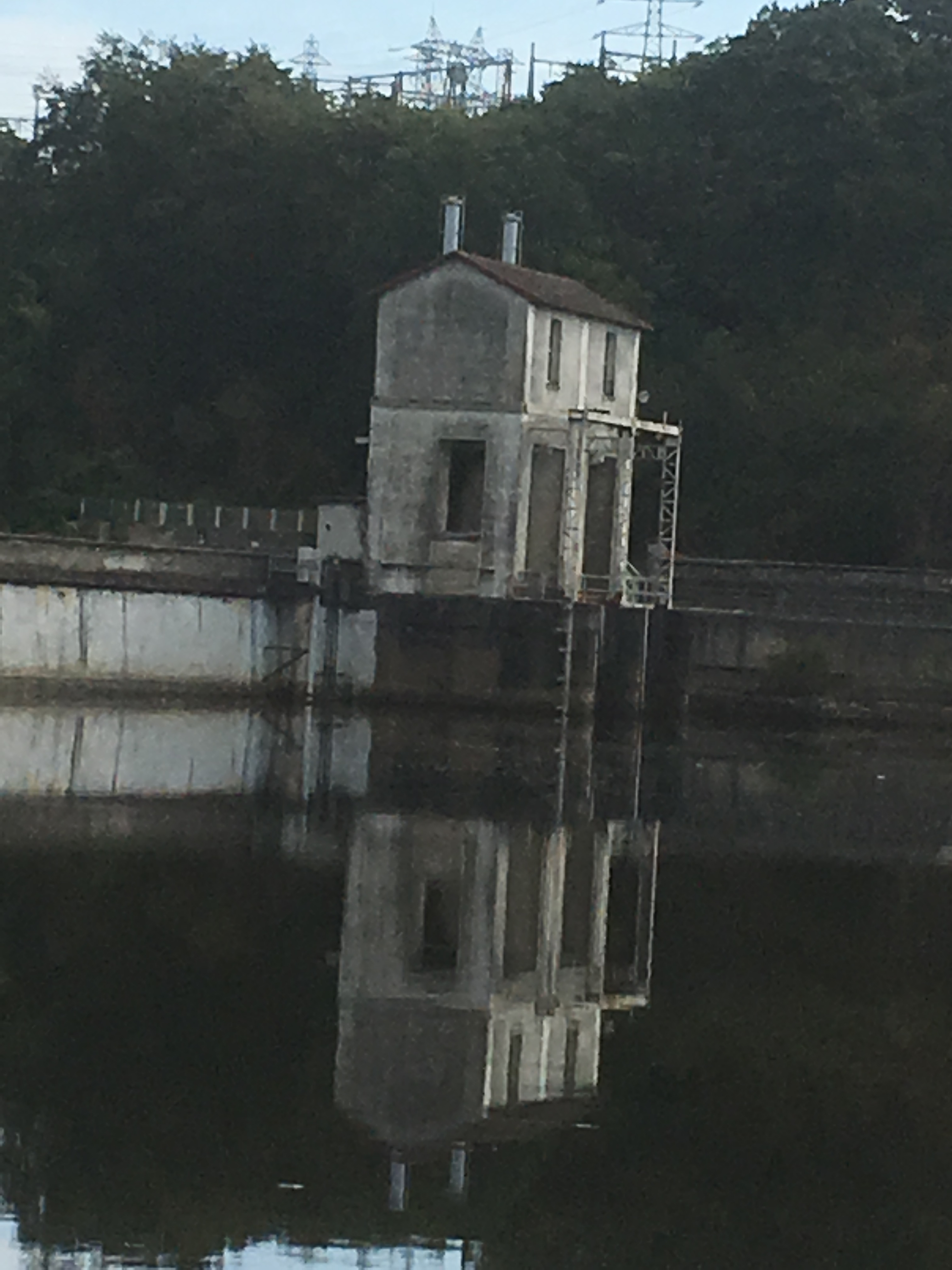
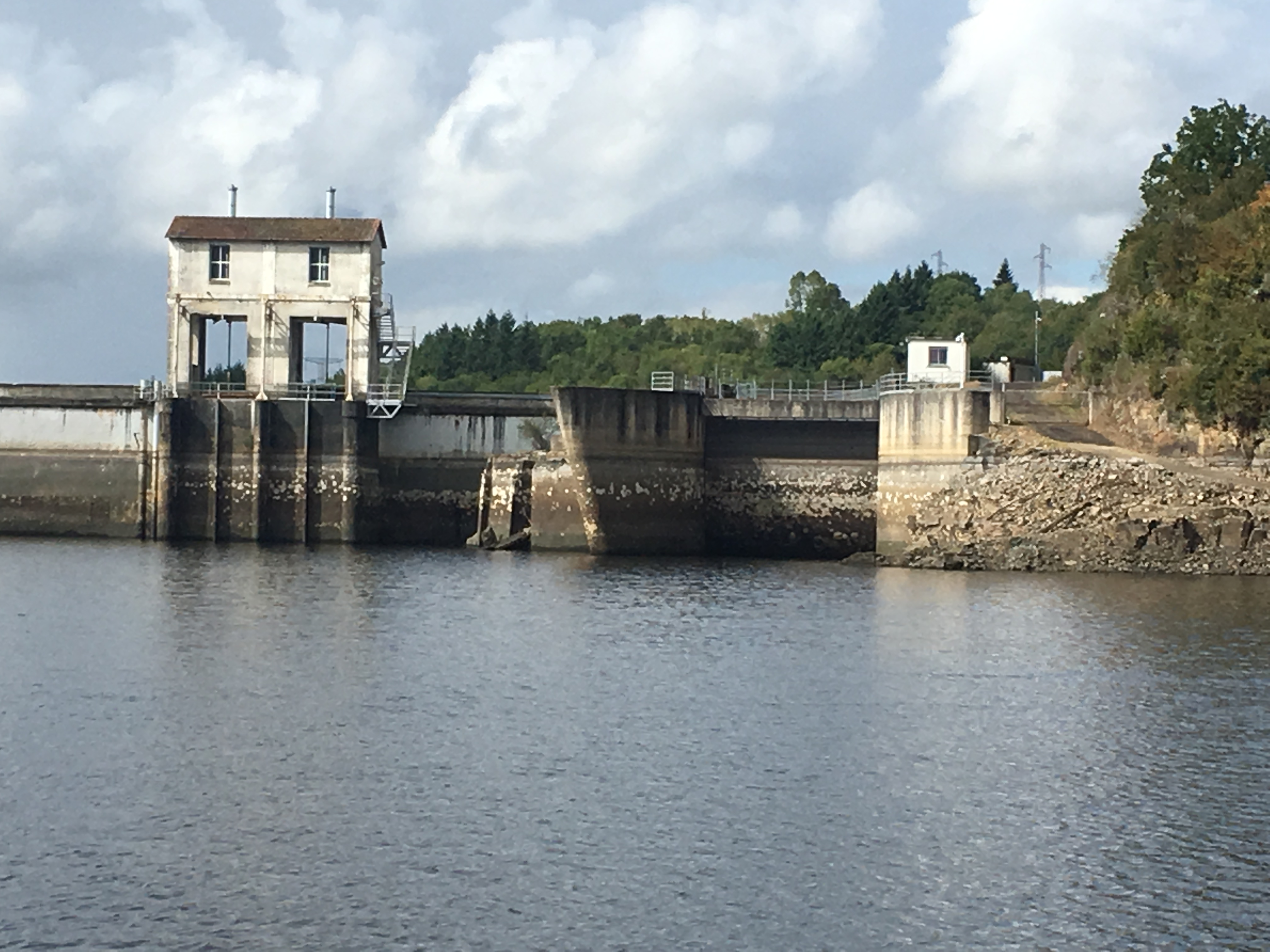

### Vidange de fond
La vidange se fait via une galerie blindée de 3 m de diamètre. Elle est équipée à l'aval de deux vannes en série espacée de 6,3 m, d'une vanne wagon de 2 m de largeur sur 2,7 m de hauteur à l'amont et une vanne secteur de 2 m de largeur sur 2,5 m de hauteur à l'aval.
Le seuil des vannes est à la cote 150 NGF, (seuil amont prise d'eau 154 NGF,). Sa capacité nominale en cas de retenue pleine est de 115 m3 s à RN,.
En cas de panne d'électricité un câble de secours 20 000 V permet de réalimenter le système, puis le bloc A ou B de l'usine et enfin dans le pire des cas un groupe électrogène. La vanne wagon n'est pas crochetée en position ouverte, elle peut se fermer sans tensions.
Le temps de vidange de la retenue à partir de la RN avec apports nuls et débit turbiné nul est de 7 jours et 5 heures.

### Évacuateurs de crues
Le barrage possède plusieurs évacuateurs de crues. Le débit maximal est de 1 490 m3/s.
En rive gauche, il dispose de cinq vannes de surface : une vanne Wagon de 7 m de haut sur 7,5 m de largeur, fonctionnant au seuil à la cote 195,7 NGF ; trois vannes Stoney de 5,5 m de haut sur 7,5 m de largeur, fonctionnant au seuil à la cote 197,2 NGF et d'un clapet automatique de 5,5 m de haut sur 7,5 m de largeur, fonctionnant au seuil à la cote 197,2 NGF. Le déversement se fait sur un coursier type « saut de ski ».
En rive droite il dispose d'une vanne secteur de 8,75 m de haut sur 10 m de largeur, fonctionnant au seuil à la cote 194 NGF. Le déversement se fait dans un puits incliné de 6 m de diamètre.
En cas de panne d'électricité un câble de secours 20 000 V permet de réalimenter le système, puis le bloc A ou B de l'usine et enfin dans le pire des cas un groupe électrogène (commande pneumatique ou manuelle supplémentaire sur circuit hydraulique de la vanne rive droite).

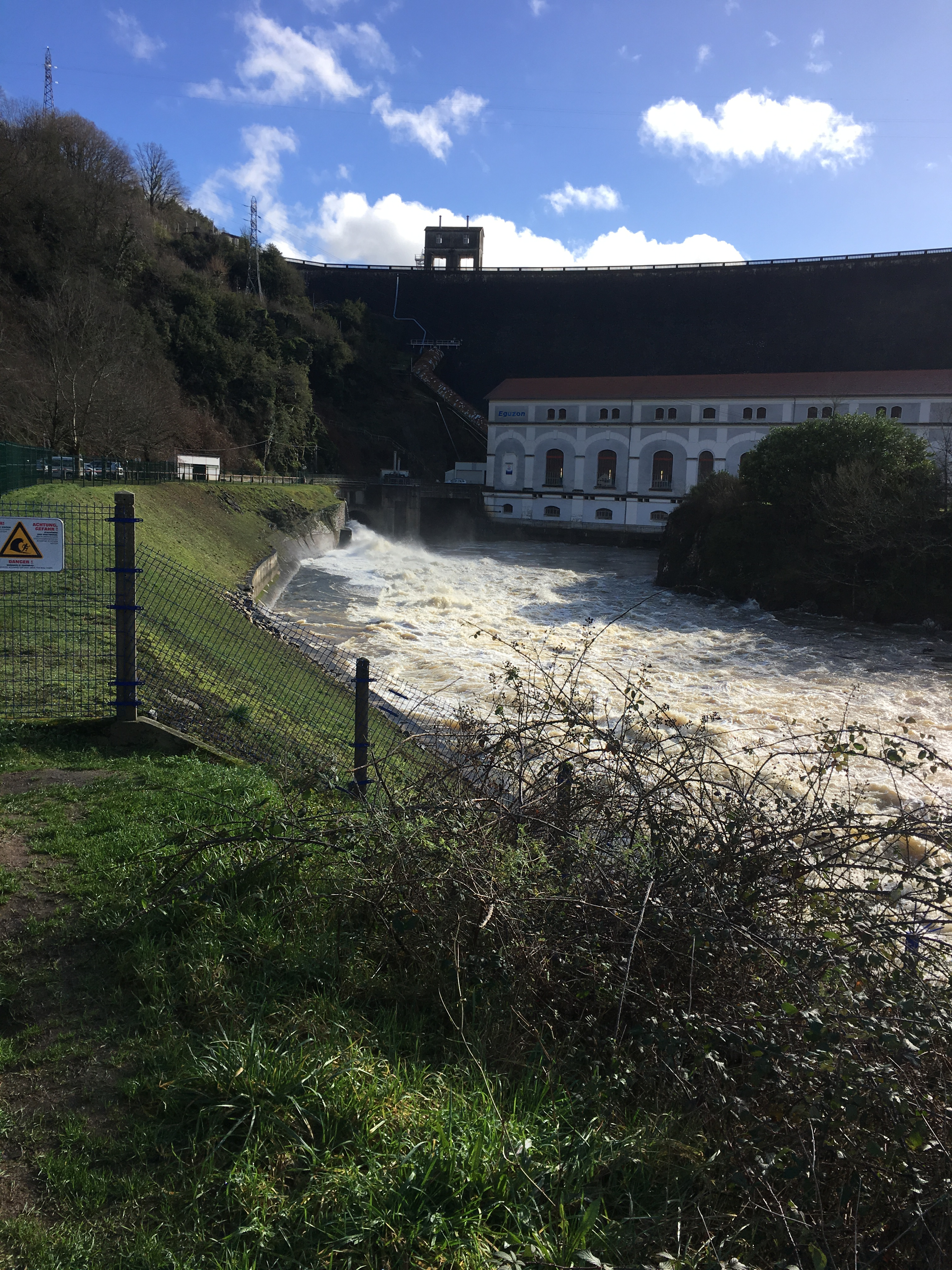
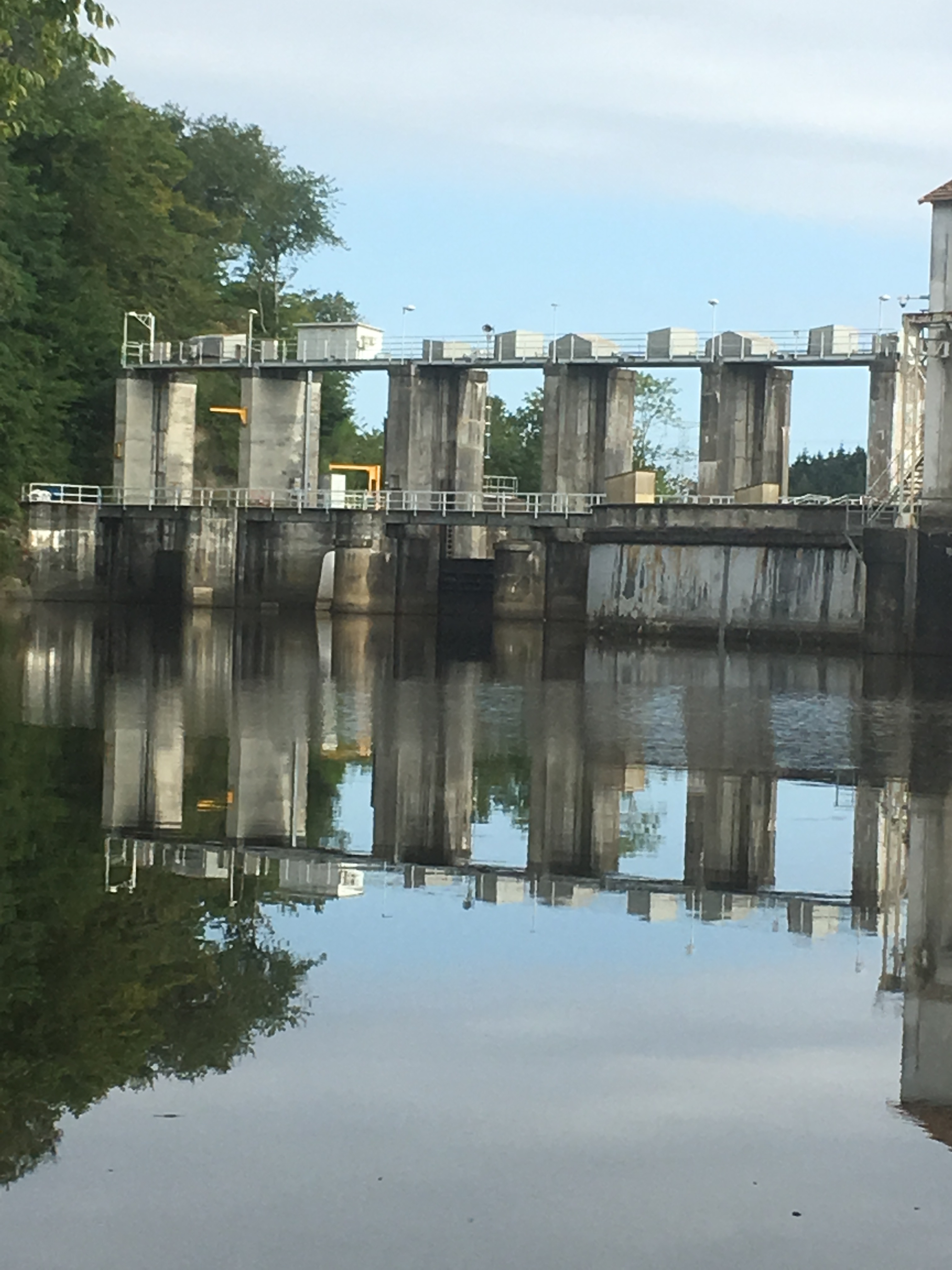
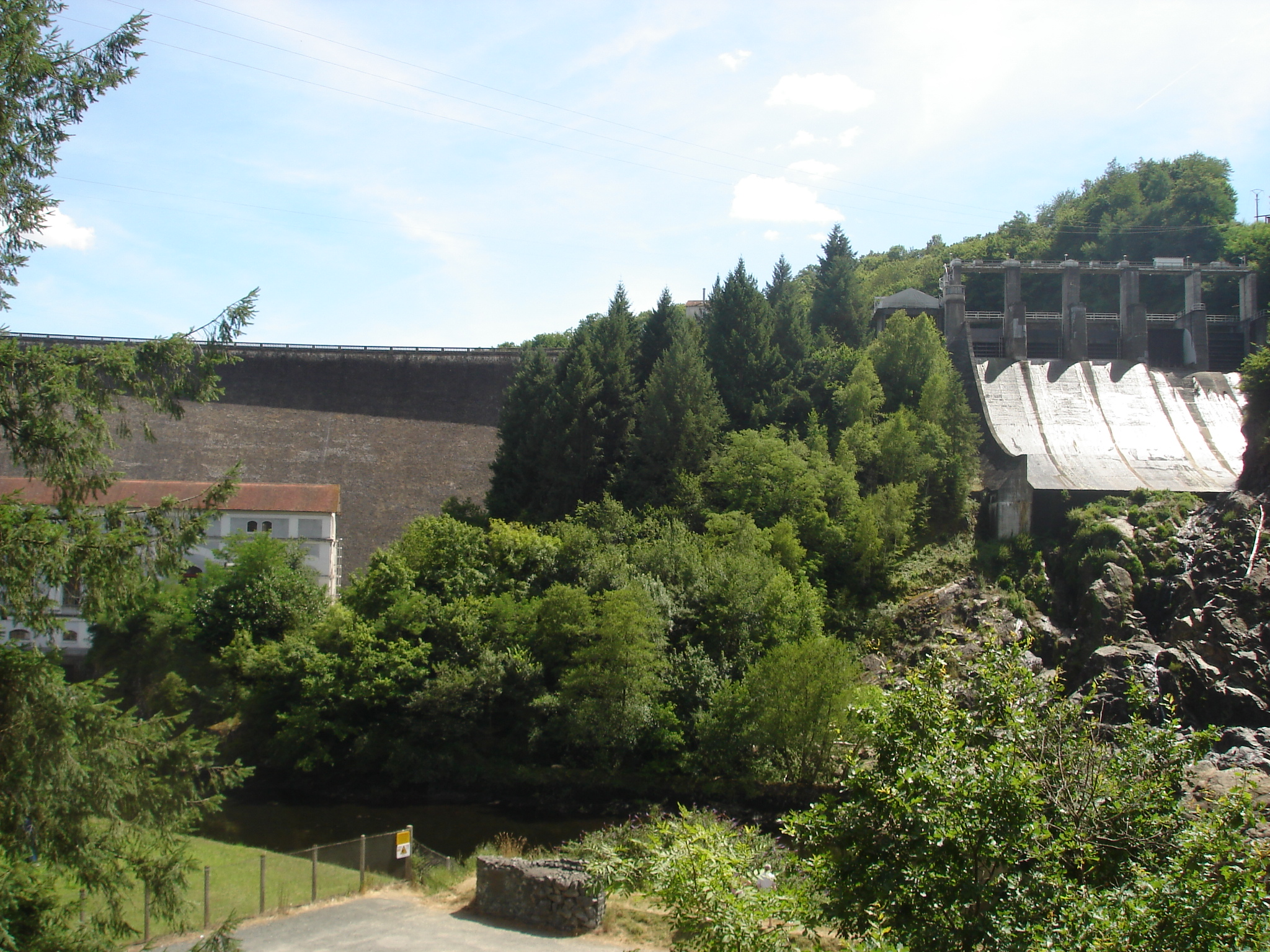

### Sureté
Le barrage est surveillé en permanence, il possède plusieurs appareils d'auscultation dont : 19 repères de nivellement, 6 pendules directs, 3 pendules inversés, 2 vinchons, 10 piézomètres et 5 points de mesure globale de fuite.
Pour des raisons de sécurité, il n'est pas possible de pénétrer (motorisée et pédestre) dans l'enceinte du barrage.